# راجنیشپورام

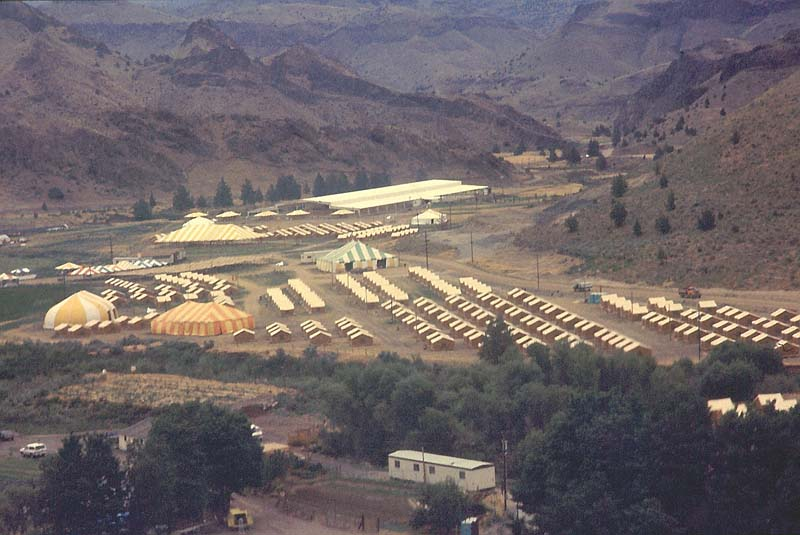
فستیوال ۱۹۸۳ در راجنیشپورام

راجنیشپورام یک کمون مذهبی در شمال غربی ایالات متحده در شهرستان واسکو، واقع شده بود. این شهر در فاصله سال‌های ۱۹۸۱ تا ۱۹۸۸ به عنوان یک شهر ثبت شده بود و جمعیت آن به‌طور کامل از راجنیشی‌ها، پیروان پیشوای روحانی اشو، تشکیل می‌شد. شهروندان و رهبران این شهر مسئول حملات بیوتروریستی راجنیشی در سال ۱۹۸۴ و همچنین نقشه ترور راجنیشی در سال ۱۹۸۵ بودند که در آن برای ترور چارلز ترنر، دادستان ناحیه اورگان ایالات متحده، توطئه کردند.